# Bloods
Bloods er en af USAs største og mest berygtede kriminelle bander. Banden identificeres med farven rød og bruger håndtegn formet som B’er eller P’er, afhængigt af hvilken gruppe, de repræsenterer. Bloods er ikke en enkelt bande, men mere en overordnet alliance af grupperinger.
I Bloods’ startkvarter i det sydlige Los Angeles findes der omkring 75 forskellige grupper. De største navne er ”The Pirus”, ”The MOBs” og ”The Bounty Hunters”. Bloods har et medlemstal, som er estimeret til at være mellem 15.000 og 30.000.

## Historie
Det hele startede i 1971, da banderne Avalon Garden Crips, Inglewood konverterede sig selvstændige, og væk fra The Crips, som i dag er deres værste rivaler. The Bloods var altså tidligere Crips, men på grund af uenigheder splittede de op. De slog sig sammen med andre såkaldte ”Non-Crip Gangs”, som blandt andet var ”the L.A. Brims”. Da The Crips repræsenterede den blå farve, repræsenterede den nye rivaliserende bande den modsatte, røde farve. Den måde, medlemmerne repræsenterer deres bande på, er ved at gå med blå eller rød bandana, trøjer, sko, kasketter og endda biler. Efter banderne, Avalon Garden Crips, konverterede til Bloods, har der været mange blodige bandekrige. Blandt andet blev The Crips's bandeleder Stanley Williams ”Tookie” dømt til døden efter at have skudt flere rivaliserende bandemedlemmer. 
Banderne "the Bishops and Athens Park boys" var før konverteringen en del af ”anti crip” banderne. The Piru Street Boys, som blandt andet rapperen The Game har været med i, bidrog i 1980'erne med ca. 40% af medlemmerne i The Bloods. The Pirus gik altså med ind i nationen The Bloods og repræsenterer også rød som farve. Senere i 1990'erne opstod der konflikter mellem de gamle Bloods og de gamle Pirus. Stadig i dag er mange Piru-bander i konflikt, næsten lige så mange som The Crips er med The Bloods.

## Kendte i banden The Bloods
- YG (Tree Top Pirus)
- DJ Quik (Tree Top Pirus)[3]
- Compton menace (Fruit Town Brims)
- Suge Knight (Mob Pirus)[4]
- The Game (Cedar Block Pirus)[5]
- Mack 10

## Godt at vide
- I Los Angeles studerer Street Gangs Resource Center særligt The Bloods og The Crips' graffiti. Crips skriver i deres graffiti C i ord, og navne. Og i ord, erstatter de ofte C med B for at provokere Bloods. Bloods laver K, til CK, som betyder Crip Killer, i deres ord, og sætninger.[6]
- Bloods sætter også deres bandana i højre lomme, i modsætning til Crips som sætter den i venstre.[7]